# Purog Kangri
Der Purog Kangri (auch Purog Kangri I) ist ein 6436 m hoher Berg in Shuanghu im Autonomen Gebiet Tibet.
Der Purog Kangri liegt in einer Berggruppe in der menschenleeren Steppe des Changthang und wurde bisher noch nicht bestiegen. Es gab jedoch 2009 und 2011 eine Expedition in die Nähe des Berges. Die Berggruppe ist nicht wirklich einer größeren Bergkette zuzuordnen, da sie südlich des Kunlun Shan und nördlich des Gangdise Shan liegt.
Laut chinesischer Nachrichtenagentur Xinhua ist der Gletscher der Purog-Kangri-Berggruppe nach dem Antarktischen Gletscher und dem Grönländischen Inlandeis der drittgrößte Plateau-Gletscher der Welt.
Als Ausgangspunkt für eine Expedition dient die Stadt Qiemo in Xinjiang.